# Estación 12 PLMB
La Estación 12 de la PLMB será una de las estaciones que forman parte del Metro de Bogotá, pertenecerá a la Línea 1 actualmente en construcción. Se ubicará en el límite de las localidades de Los Mártires y Santa Fe al centro de Bogotá.

## Ubicación
La estación estará ubicada en el centro de la ciudad, más específicamente sobre la Avenida Caracas con calle 11. Se accederá a ella a través del espacio público de la Avenida Caracas al nivel del suelo. De igual manera estará conectada y tendrá acceso directo a la estación Avenida Jiménez de TransMilenio.
Atenderá la demanda de los barrios Santa Inés, Voto Nacional y sus alrededores. En las cercanías se encuentra la Basílica del Voto Nacional.

## Origen del nombre
La estación recibe su nombre temporal de la numeración realizada en la etapa de diseño de la primera línea del metro de Bogotá para cada una de las 16 estaciones que la componen. Se espera que el nombre definitivo sea elegido por la comunidad antes de ser puesta en funcionamiento la estación de la misma manera como se ha realizado con las más recientes estaciones de TransMilenio.

## Historia
En 2016 se dio a conocer el diseño de las estaciones de la primera línea del metro de Bogotá. La licitación inició en el año 2018 y finalmente fue adjudicada la construcción en el año 2019 la cual inició en el 2020.

## Servicios de la estación
Además de servir como plataforma para acceso a los trenes de la primera línea del metro de Bogotá, la estación contará con servicios adicionales como cicloparqueaderos, baños públicos, áeras comerciales de ingreso libre, entre otros:

### Esquema de la estación
| Nivel 3 | Área técnica                                            | Área técnica             | Área técnica             | Área técnica      | Área comercial    | Área comercial    | Área comercial  | Área comercial  |
| Nivel 3 |                                                         |                          | Edificio occidental      |                   |                   |                   |                 |                 |
| Nivel 3 |                                                         |                          |                          |                   |                   |                   |                 |                 |
| Nivel 3 | Plataforma occidental las puertas se abren a la derecha |                          |                          |                   |                   |                   |                 |                 |
| Nivel 3 | ← Sur Hacía la Estación 11                              |                          |                          |                   |                   |                   |                 |                 |
| Nivel 3 | Norte Hacía la Estación 13 →                            |                          |                          |                   |                   |                   |                 |                 |
| Nivel 3 | Plataforma oriental las puertas se abren a la derecha   |                          |                          |                   |                   |                   |                 |                 |
| Nivel 3 |                                                         |                          |                          |                   |                   |                   |                 |                 |
| Nivel 3 | Edificio oriente                                        |                          |                          |                   |                   |                   |                 |                 |
| Nivel 3 |                                                         |                          |                          |                   |                   |                   |                 |                 |
| Nivel 3 | Área comercial                                          |                          |                          |                   |                   |                   |                 |                 |
|         |                                                         |                          |                          |                   |                   |                   |                 |                 |
| Nivel 2 |                                                         |                          |                          |                   |                   |                   | Área técnica    | Área técnica    |
| Nivel 2 |                                                         |                          | Edificio occidental      |                   |                   |                   | Área técnica    | Área técnica    |
| Nivel 2 | Área comercial                                          | Área comercial           |                          |                   | Área comercial    | Área comercial    |                 |                 |
| Nivel 2 | Área comercial                                          | Área comercial           |                          |                   |                   | Área comercial    |                 |                 |
| Nivel 2 | Conexión con TM                                         | Conexión con TM          | Puente peatonal          |                   |                   | Puente peatonal   |                 |                 |
| Nivel 2 |                                                         |                          | Puente peatonal          |                   |                   | Puente peatonal   |                 |                 |
| Nivel 2 | Conexión con TM                                         |                          | Puente peatonal          |                   |                   | Puente peatonal   |                 |                 |
| Nivel 2 | Área comercial                                          | Área comercial           |                          |                   |                   |                   | Área comercial  | Área comercial  |
| Nivel 2 | Área comercial                                          | Área comercial           |                          |                   |                   |                   | Área comercial  | Área comercial  |
| Nivel 2 | Área comercial                                          | Área comercial           | Edificio oriental        |                   |                   |                   | Área comercial  | Área comercial  |
| Nivel 2 |                                                         |                          |                          |                   |                   |                   | Área comercial  | Área comercial  |
|         |                                                         |                          |                          |                   |                   |                   |                 |                 |
| Nivel 1 |                                                         |                          | Área comercial           | Área comercial    |                   | Área comercial    | Área comercial  | Área comercial  |
| Nivel 1 |                                                         |                          | Área comercial           | Área comercial    |                   | Área comercial    | Área comercial  | Área comercial  |
| Nivel 1 |                                                         |                          | Área comercial           | Área comercial    |                   | Área comercial    | Área comercial  | Área comercial  |
| Nivel 1 | Espacio público                                         |                          |                          |                   |                   |                   |                 |                 |
| Nivel 1 | ←                                                       |                          |                          |                   |                   |                   |                 |                 |
| Nivel 1 |                                                         |                          |                          |                   |                   |                   |                 |                 |
| Nivel 1 | Estación Avenida Jimémez                                | Estación Avenida Jimémez | Estación Avenida Jimémez | Avenida Caracas   | Avenida Caracas   | Avenida Caracas   | Avenida Caracas | Avenida Caracas |
| Nivel 1 |                                                         |                          |                          |                   |                   |                   |                 |                 |
| Nivel 1 | →                                                       |                          |                          |                   |                   |                   |                 |                 |
| Nivel 1 | Espacio público                                         |                          |                          |                   |                   |                   |                 |                 |
| Nivel 1 |                                                         |                          | Área comercial           | Área comercial    |                   | Área comercial    | Área comercial  | Área comercial  |
| Nivel 1 |                                                         |                          | Área comercial           | Área comercial    |                   | Área comercial    | Área comercial  | Área comercial  |
| Nivel 1 |                                                         |                          | Área comercial           | Área comercial    |                   | Área comercial    | Área comercial  | Área comercial  |
|         |                                                         |                          |                          |                   |                   |                   |                 |                 |
| Sótano  | Cicloparqueaderos                                       | Cicloparqueaderos        | Cicloparqueaderos        | Cicloparqueaderos | Edificio oriental | Edificio oriental |                 |                 |
| Sótano  | Cicloparqueaderos                                       | Cicloparqueaderos        | Cicloparqueaderos        | Cicloparqueaderos |                   |                   |                 |                 |
| Sótano  | Cicloparqueaderos                                       | Cicloparqueaderos        | Cicloparqueaderos        | Cicloparqueaderos |                   |                   |                 |                 |
| Sótano  | Cicloparqueaderos                                       | Cicloparqueaderos        | Cicloparqueaderos        | Cicloparqueaderos | Área comercial    |                   |                 |                 |